# Тауаф
Тауаф (на арабски: ﻃﻮﺍﻑ – обикаляне), или таваф (на турски: tavaf), е ритуал, извършван от мюсюлманите по време на главните поклонения хадж и умра. 
Представлява ритуален обход в посока обратно на часовниковата стрелка около светилишето Кааба във вътрешния двор на Свещената джамия (Масджид ал-Харам) в свещения град Мека, Саудитска Арабия. Първият тауаф се прави веднага след пристигането в Мека.
Кааба следва 7 пъти да се обиколи – 3 пъти с бърз ход във външния двор и после 4 пъти с бавен ход във вътрешния двор на светилището. Обхождането започва и завършва на яйцевидния Черен камък (за който се вярва, че е бил в Рая), вграден в източния ъгъл на Кааба.
Съществуват 2 вида тауаф:
- тауаф ал-тахия или ал-кудум – „обход на приветствието“ или „пристигането“;
- тауаф ал-вада – „обход на заминаването“ (който не е задължителен).